# Young Indiana Jones and the Attack of the Hawkmen
Young Indiana Jones and the Attack of the Hawkmen is een Amerikaanse televisiefilm uit 1995, gebaseerd op het personage Indiana Jones. Het is een van de vier televisiefilms gemaakt naar aanleiding van de serie The Young Indiana Jones Chronicles.

## Inhoud
De film speelt zich af in 1917. Indy, die in deze tijd in het leger dient, wordt overgeplaats naar de Franse geheime dienst. Hij krijgt de opdracht om camerawerk te verrichten bij een legerbasis in Noord-Frankrijk. Hier maakt hij onder andere kennis met de Franse piloten Raoul Lufbery en Charles Nungesser, en de Amerikaanse piloot Hobie Baker.
Indy mag later een verkenningsvlucht maken. Hij wordt echter neergeschoten, en gevangengenomen door de Duitsers. Hij ontmoet hier de beruchte Rode Baron. Na te zijn ontsnapt wordt Indy vrijwel direct weer naar Duitsland gestuurd, ditmaal voor een missie om vliegtuigbouwer Anthony Fokker te overtuigen voor de Fransen te gaan werken.

## Rolverdeling
| Acteur               | Personage            |
| -------------------- | -------------------- |
| Sean Patrick Flanery | Indiana Jones        |
| Ronny Coutteure      | Remy                 |
| Patrick Toomey       | Charles Nungesser    |
| Marc Warren          | Baron Von Richthofen |
| Craig Kelly          | Anthony Fokker       |
| Daniel Kash          | Raoul Lufbery        |
| Ewan Bailey          | Hobie                |
| Lawrence Elman       | Len                  |
| Nicholas Colicos     | Green                |
| Matt Bardock         | Carl                 |
| Victor Spinetti      | Bragas / Major M.    |
| John Warnaby         | British Officer      |

## Achtergrond
Het scenario van deze film was oorspronkelijk geschreven voor een eventueel derde seizoen van de televisieserie The Young Indiana Jones Chronicles.
Jon Pertwee speelt in de film mee als een Duitse generaal. Zijn zoon, Sean Pertwee, speelde al eerder in de televisieserie een Duitse kapitein.
In 1999 zijn de afleveringen en televisiefilms van The Young Indiana Jones Chronicles bewerkt tot 22 nieuwe afleveringen, en de naam werd aangepast naar The Adventures of Young Indiana Jones. In deze nieuwe volgorde is de televisiefilm Attack of the Hawkmen aflevering 12 en speelt de aflevering zich af in februari 1917.

## Prijzen en nominaties
In 1996 werd “Young Indiana Jones and the Attack of the Hawkmen” genomineerd voor een Emmy Award in de categorie Outstanding Individual Achievement in Special Visual Effects, maar won deze niet.